# 克拉西夫卡 (特諾皮爾州)
49°29′30″N 25°43′46″E / 49.49167°N 25.72944°E
克拉西夫卡（羅馬化：Krasivka）是烏克蘭的村落，位於該國西部捷爾諾波爾州，由捷爾諾波爾區負責管轄，處於赫尼茲納河畔，始建於1564年，海拔高度319米，2001年人口414。